# Jean-Pierre Béchaud
Jean-Pierre Béchaud, né le 17 février 1770 à Belfort et mort le 27 février 1814 à la bataille d’Orthez, est un général français du Premier Empire.

## Biographie

### Du simple soldat au chef de bataillon
Aîné de 18 enfants d'un maître chapelier, Jean-Pierre Béchaud nait le 17 février 1770 à Belfort, dans le département du Haut-Rhin, au no 11 de la Grande Rue. Enfant, Béchaud s'intéresse aux courtines et contrescarpes de la citadelle de Belfort. Soldat le 7 juin 1787 au régiment de Dauphiné-infanterie (38e en 1791), caporal le 21 octobre 1788, sergent le 26 juin 1789, il fait partie des corps d’Avignon, de Jalès et de Nîmes, sous les ordres du général de Ferrier, réunis pendant les années 1790 et 1791 pour combattre les rebelles du Comtat Venaissin et cesse son service par congé le 15 avril 1792. Sous-officier de la garde nationale d’Altkirch depuis le 1er février 1792, il est élu commandant de la garde nationale soldée de la ville de Belfort le 15 juin 1792, il fait avec elle le service sur le Rhin. Passé le 20 août 1793, en qualité de lieutenant adjudant-major au 2e bataillon de Belfort, il y devient capitaine de grenadiers le 1er septembre suivant, puis chef de bataillon le 24 vendémiaire an II.
Appelé le 26 prairial de la même année au commandement du 4e bataillon de la Côte-d'Or, par incorporation du 2e bataillon de Belfort, amalgamé le 19 messidor suivant dans la 159e demi-brigade d'infanterie, devenue 10e demi-brigade de ligne le 30 pluviôse an IV, il fait les campagnes de 1793 à l'an VI aux armées du Rhin sous Moreau : se distingue à Mannheim en 1795 à Kondingen et Emmendingen, à Kehl en 1796 sous les ordres du général Desaix, de Rhin-et-Moselle et d’Angleterre, où il combat lors de la seconde Guerre de Vendée en 1798. Employé à l’armée d’Italie en l’an VII, il y obtient un poste à l’état-major sous les ordres du général Schérer et est nommé au commandement du château de Milan. Il est mis en jugement pour avoir capitulé le 15 prairial après trente-sept jours de siège. Mais la commission militaire établie à Valence reconnait qu'il a accompli son devoir et ordonne son élargissement.
Le 18 brumaire il accompagne Bonaparte à Saint-Cloud et le 25 mai 1800, il est muté de nouveau en Italie. Il obtient un congé en 1801 qui lui permet de faire un court séjour à Belfort, retrouvant ses frères et sœurs, aidant sa mère veuve qui a maintenu la chapellerie familiale. Rentré à l'armée d'Italie, et admis à jouir du traitement de réforme le 1er ventôse an IX, par suite de la réduction de la 10e demi-brigade de ligne à 2 bataillons, le ministre de la Guerre le charge le 2 thermidor an X (21 juillet 1802), d'organiser le 2e bataillon étranger formé à Crémone. Nommé au commandement de ce bataillon le 28 vendémiaire an XI, il le conduit à Saint-Domingue sous le général Leclerc. Trois de ses frères partent avec lui : Augustin, qui devient capitaine, Nicolas et Christophe, âgés de 18 et 15 ans (ces derniers périrent lors de l'expédition). Le bataillon est incorporé le 1er fructidor, dans la 7e demi-brigade de ligne.

### Au service de l'Empire
L'Empereur le fait membre de la Légion d'honneur le 25 prairial an XII, alors qu'il sert encore à l'armée de Saint-Domingue. De retour en France, et placé dans son grade au 86e régiment de ligne le 4 vendémiaire an XII, il passe le 11 brumaire au 66e pour concourir à l'organisation de ce régiment, et est nommé major le 3e jour complémentaire. Appelé en Espagne en 1808, il devient colonel en second le 8 décembre, colonel en premier provisoire le 3 mars 1809, et baron de l'Empire le 15 août 1809 suivant. Grièvement blessé le 24 juillet 1810 à la bataille de la Côa, l'Empereur le nomme officier de la Légion d'honneur le 21 août 1810. Il se signale lors du siège d'Almeida, puis le 27 septembre, à la bataille de Buçaco, où il reçoit une balle qui lui traverse la poitrine. Il est à Fuentes de Oñoro du 3 au 5 mai 1811.
Confirmé dans le commandement du 66e régiment de ligne le 25 novembre 1811, il suit en 1812, les opérations de l'armée de Portugal, sous les ordres du général Souham, qui demande pour lui le grade de général de brigade dans les termes suivants : Cet « officier supérieur, d'un mérite rare et d'une bravoure à toute épreuve, s'est conduit avec la plus grande distinction le 25 octobre dernier au combat glorieux de Villamuriel ». Élevé à ce grade le 28 janvier 1813, il passe au corps d'observation de Mayence le 1er juin, retourne en Espagne en juillet, et reçoit une blessure grave le 7 octobre 1813 à la bataille de la Bidassoa. Attaché à l'armée des Pyrénées en 1814, il est tombé au champ d'honneur le 27 février 1814 à la bataille d'Orthez.

### Vie familiale
Fils d'un maître chapelier, Jean-Pierre Béchaud est l'aîné de 18 enfants. Il a au moins quatre frères :
- Trois l'accompagnèrent lors de l'expédition de Saint-Domingue : Augustin (qui devint capitaine), Nicolas et Christophe (ces deux derniers périrent lors de l'expédition) ;
- Francois-Louis-Paul-Angustin[1] (né le 16 décembre 1782 à Belfort), capitaine de grenadiers du 5e bataillon du 66e régiment de ligne, officier de la Légion d'honneur.

Il épouse le 6 août 1812, (Bois-le-Roi (Seine-et-Marne)) Pétronille Rosalie, fille de Jean-Baptiste de Clerck et Joséphine Rosalie Le Camus, sans postérité.

## Décorations
- Légion d'honneur :
  - Légionnaire le 25 prairial an XII (14 juin 1804), puis,
  - Officier de la Légion d'honneur le 21 août 1810.

## Titres

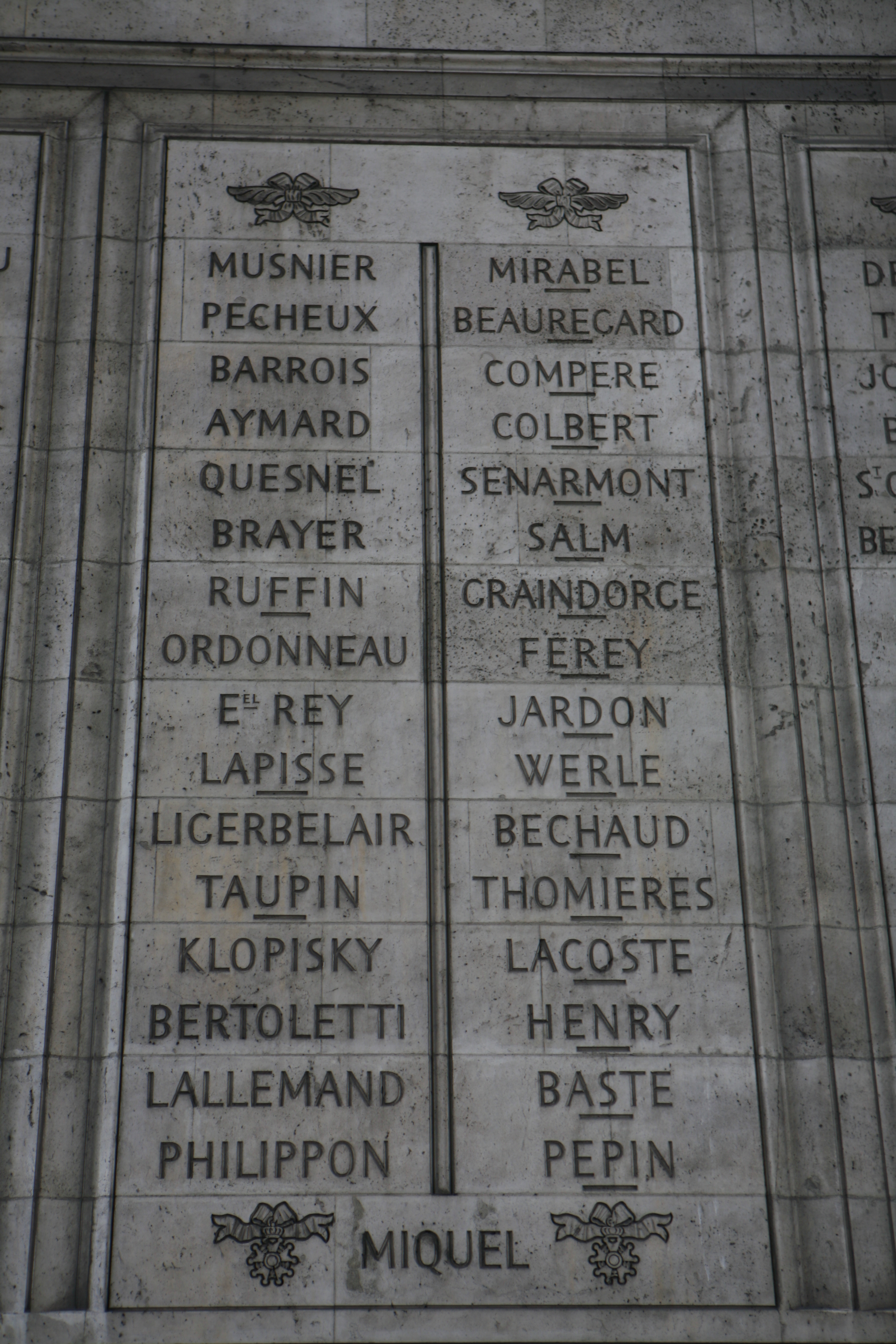
Noms gravés sous l'arc de triomphe de l'Étoile : pilier Ouest, 37e et.

- Baron Béchaud et de l'Empire le 15 août 1809.

## Hommages, honneurs, mentions, …
- Le nom de « Béchaud » est gravé au côté ouest (38e colonne) de l’arc de triomphe de l’Étoile, à Paris ;
- Une plaque rappelle la mémoire du général Béchaud sur la façade de la mairie d'Orthez (Saint-Boès) ;
- Son nom a été donné à une caserne de Belfort, rue des Chapuis, démolie depuis ;
- Dans un article, de la Société belfortaine d'émulation (bulletin de 1989), Antoine Béchaud apporte des renseignements sur le général Jean-Pierre Béchaud.

## Armoiries
| Figure | Blasonnement |
|        | Armes du baron Béchaud et de l'Empire Parti : au 1, d'argent, à un orme(au), le tronc accolé d'une plante de houblon et d'une vigne, le tout de sinople; au 2, d'azur, au bananier d'or, fruité de gueules ; au franc-quartier des barons militaires de l'Empire., |